# María Teresa Fernández de la Vega
Vous lisez un « bon article » labellisé en 2022.
Pour les articles homonymes, voir María Fernández (homonymie), Fernández et De la Vega.
Fernández de la Vega  Sanz est un nom espagnol. Le premier nom de famille, en général paternel, est Fernández de la Vega ; le second, en général maternel, souvent omis, est Sanz.
María Teresa Fernández de la Vega Sanz ([maˈɾia teˈɾesa feɾˈnandeð ðe la ˈβeɣa ˈsanθ]) est une juriste et femme politique espagnole, née le 15 juin 1949 à Valence. Elle est proche du Parti socialiste ouvrier espagnol (PSOE).
Après des études en droit, elle est nommée greffière, spécialisée en droit du travail. Elle rejoint en 1982 le ministère de la Justice espagnol, d'abord comme directrice de cabinet du ministre, puis en tant que directrice générale des services à partir de 1985. En 1990, peu après avoir été promue magistrate, elle est élue au Conseil général du pouvoir judiciaire par le Sénat, sur proposition du PSOE.
Elle est nommée en 1994 secrétaire d'État à la Justice par le ministre de la Justice et de l'Intérieur, Juan Alberto Belloch, et travaille à l'adoption du nouveau Code pénal. Deux ans plus tard, elle est élue au Congrès des députés, où elle siège jusqu'en 2010. Elle est, entre 1998 et 2004, secrétaire générale du groupe socialiste, alors dans l'opposition.
Avec le retour du PSOE au pouvoir en 2004, José Luis Rodríguez Zapatero en fait sa première vice-présidente du gouvernement, ministre de la Présidence et porte-parole du gouvernement. Première femme à exercer ces fonctions, elle est aussi, à ce titre, la première femme à présider — en qualité de suppléante — le Conseil des ministres. Elle devient alors le « bras droit » du président du gouvernement, gérant les crises et personnifiant la communication de l'exécutif.
Elle est relevée de ses fonctions en 2010, à l'occasion d'un important remaniement ministériel qui confirme sa perte d'influence depuis 2008. Quelques jours plus tard, elle est nommée conseillère permanente et présidente de section du Conseil d'État. Désignée présidente de cette institution en 2018 par le socialiste Pedro Sánchez, elle démissionne au bout de quatre ans et trois mois pour retrouver la fonction de conseillère permanente.

## Famille et vie privée
María Teresa Fernández de la Vega Sanz naît le 15 juin 1949 à Valence. Son père, Wenceslao Fernández de la Vega, est originaire de Vegadeo, dans les Asturies, et sa mère, Elena Sanz, est originaire de Xàtiva, dans la province de Valence,. En 1940, son père, inspecteur du travail, est relevé de ses fonctions de délégué du ministère du Travail dans la province d'Albacete par l'État franquiste, en raison de ses sympathies républicaines, mais il est réhabilité quinze ans plus tard et devient délégué dans la province de Saragosse.
Ses tantes jumelles, Elisa et Jimena Fernández de la Vega, également nées dans les Asturies, sont les deux premières femmes à obtenir une licence à l'université de Saint-Jacques-de-Compostelle, dans les années 1910, avant de devenir médecins. Lors de ses études en droit, María Teresa Fernández de la Vega réside chez Jimena, à Madrid. Dans chacun des bureaux qu'elle occupe par la suite, elle prend toujours soin d'exposer une photo de ses deux tantes, qui ont inspiré son engagement féministe,.
Elle est célibataire et n'a pas d'enfant.

## Études et vie professionnelle
En 1967, María Teresa Fernández de la Vega obtient un diplôme en droit de l'université complutense de Madrid. Elle s'inscrit ensuite à l'université de Barcelone, où elle réussit le passage de son doctorat. Elle passe avec brio le concours des greffiers (Cuerpo de Secretarios Jurídicos) en 1974, se classant première de sa promotion, et rejoint le corps des greffiers du travail.
Elle est d'abord affectée, la même année que l'obtention de son concours, au tribunal du travail de Barcelone. Elle devient ensuite, en 1977, conseillère juridique à la direction de l'Assistance sociale du département de la Santé de la généralité de Catalogne. Dans la capitale catalane, elle participe à la fondation, clandestine, de Justice démocratique, qui deviendra ensuite le syndicat Juges pour la démocratie (JpD), et dont elle est, à ce moment-là, l'unique femme adhérente,.

## Engagement politique

### Haute administration
Ayant milité dans sa jeunesse au sein du Parti communiste d'Espagne (PCE) puis du Parti socialiste unifié de Catalogne (PSUC), María Teresa Fernández de la Vega est nommée en 1982 directrice de cabinet du nouveau ministre de la Justice socialiste, Fernando Ledesma.
En septembre 1985, elle est relevée de ses fonctions pour prendre celles de directrice générale des services du ministère, un poste nouvellement créé. À ce poste, elle participe à la restructuration du ministère et à la révision de la carte judiciaire, tandis que le nombre de juges est multiplié par deux. Elle rejoint en 1988 le corps des greffiers du travail auprès du Conseil général du pouvoir judiciaire (CGPJ) après avoir été remplacée dans ses précédentes fonctions.

### Membre du Conseil du pouvoir judiciaire
María Teresa Fernández de la Vega accède à la magistrature en 1990, devenant juge après avoir été classée première de la promotion des candidats retenus « au quatrième tour », c'est-à-dire en tant que juristes aux qualités professionnelles reconnues. En octobre de la même année, son nom est évoqué comme candidate proposée par le Parti socialiste ouvrier espagnol (PSOE) pour occuper un siège au sein du Conseil général du pouvoir judiciaire (CGPJ), dans le cadre des négociations pour en assurer le renouvellement, notamment en raison de la forte implication de Fernando Ledesma dans les discussions.
Le 25 octobre, son nom est effectivement sur la liste des candidats arrêtée par les principales forces politiques lors de la conclusion de leur pacte : au sein du nouveau CGPJ, elle appartient au groupe de la majorité, composée par les membres proposés par le PSOE ; et relève du quota des huit membres juristes et des dix membres du Conseil élus par le Sénat. Elle est élue, le 6 novembre suivant, par la chambre haute des Cortes Generales, avec 211 voix favorables. Avec l'ensemble de ses nouveaux collègues, elle est assermentée le lendemain, devant le roi Juan Carlos Ier et en présence du ministre de la Justice, Enrique Múgica.
Au sein du CGPJ, elle fait partie de la commission permanente, occupe la place de déléguée du conseil pour les îles Baléares, et se voit chargée des dossiers des relations internationales et de la formation.

### Secrétaire d'État à la Justice
En mai 1994, le nouveau ministre de la Justice et de l'Intérieur, Juan Alberto Belloch, annonce son intention de nommer María Teresa Fernández de la Vega — avec qui il siégeait au CGPJ avant de rejoindre le gouvernement de Felipe González — comme secrétaire d'État à la Justice. Elle remet sa démission le 8 mai au président du CGPJ, Pascual Sala, réticent à l'accepter puisque quatre sièges sont déjà vacants au sein de l'institution.
Elle est formellement nommée six jours plus tard, en Conseil des ministres, avec la nouvelle secrétaire d'État à l'Intérieur, Margarita Robles. Bien que ce terme n'existe pas dans le vocabulaire de l'administration gouvernementale, Juan Alberto Belloch préfère donner à ses deux nouvelles subordonnées le titre de « vice-ministres » (viceministras). Elle prend ses fonctions deux jours plus tard, au cours d'une cérémonie à laquelle assistent les ministres Cristina Alberdi, Ángeles Amador et José Antonio Griñán, Pascual Sala et le président du Tribunal constitutionnel, Miguel Rodríguez-Piñero.
À ce poste, elle travaille notamment sur le nouveau Code pénal. Il est adopté en 1995, remplaçant celui de 1848, la secrétaire d'État considérant qu'avec ce nouveau texte, « les condamnations seront effectivement accomplies » en raison d'une réglementation plus stricte des remises de peine.

### Députée et cadre du groupe socialiste

#### Candidature compliquée
Dans la perspective des élections générales anticipées du 3 mai 1996, Felipe González souhaite que plusieurs personnalités de son administration soient candidates en position éligible au Congrès des députés, dont María Teresa Fernández de la Vega.
Elle est ainsi pressentie comme candidate en quatrième ou cinquième position dans la circonscription de Valence, mais cette idée est rejetée par la commission exécutive du Parti socialiste du Pays valencien-PSOE (PSPV-PSOE), qui refuse une candidate imposée par la direction nationale. Sa candidature est alors envisagée en tête de liste dans la province de Ségovie, mais elle est finalement investie le 27 janvier 1996, par la commission fédérale des listes, en deuxième place dans Jaén. La liste dont elle fait partie remporte plus de 48 % des voix, obtenant trois députés sur les six à pourvoir, ce qui assure son élection au palais des Cortès, tandis que le PSOE bascule dans l'opposition au Parti populaire (PP).
Elle est élue en février 1997 secrétaire de la commission d'enquête parlementaire mise en place par le Congrès sur les conditions dans lesquelles près de deux cents millions de pesetas de majoration d'impôts que l'État aurait dû percevoir sous le précédent gouvernement socialiste ont été prescrites. Le rapport de la commission est approuvé quatre mois plus tard lors de la séance plénière de la chambre, avec l'opposition du PSOE.

#### Secrétaire générale du groupe socialiste

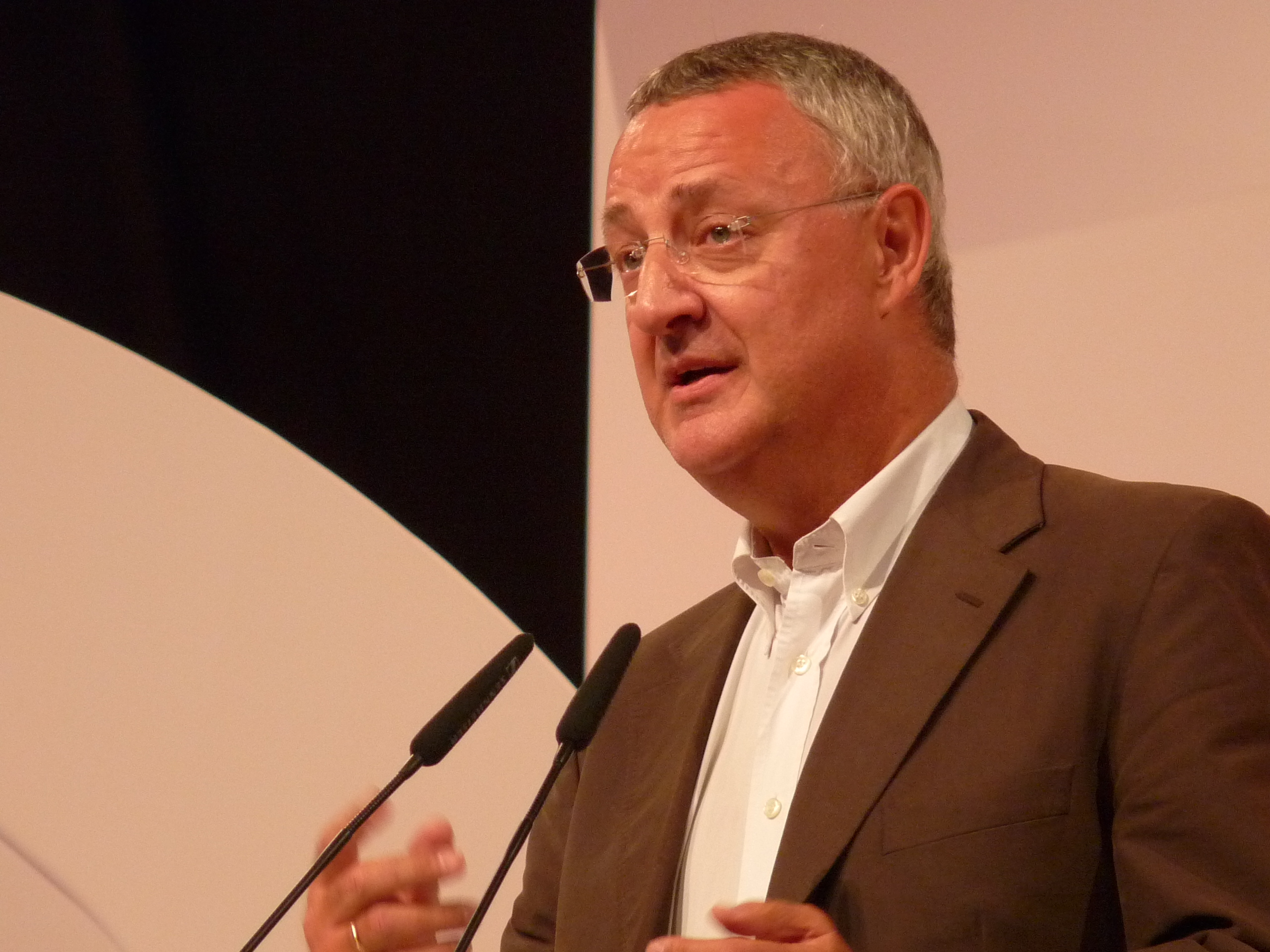
Jesús Caldera (ici en 2010) a été remplacé par María Teresa Fernández de la Vega au secrétariat général du groupe socialiste au Congrès en 1998.

María Teresa Fernández de la Vega est promue, en septembre 1997, secrétaire générale adjointe du groupe socialiste par le nouveau dirigeant du parti, Joaquín Almunia, sous l'autorité du porte-parole du groupe, Juan Manuel Eguiagaray, et du secrétaire général, Jesús Caldera. Environ six mois plus tard, le chef de file électoral du Parti socialiste, Josep Borrell, devient porte-parole. Il hésite initialement entre confirmer Caldera ou le remplacer par Fernández de la Vega, qu'il envisage également pour prendre le nouveau poste de porte-parole adjoint, chargé de la gestion du groupe parlementaire au quotidien. Lors de la réunion de groupe du 26 mai, Borrell promeut l'ancienne secrétaire d'État comme secrétaire générale, Luis Martínez Noval devenant porte-parole adjoint.
Pour les élections générales du 12 mars 2000, elle est initialement rétrogradée en troisième position sur la liste dans la circonscription de Jaén, en raison de la volonté de l'appareil du PSOE de placer les cadres du parti en position éligible, étant ainsi devancée par la secrétaire aux Femmes de la direction nationale, Micaela Navarro, et le vice-secrétaire général provincial, José Pliego. Finalement, la combinaison de l'exclusion d'Ángeles Amador et du refus exprimé par Cristina Narbona lui permet d'obtenir la tête de liste dans la province de Ségovie, où le Parti populaire a investi la ministre de la Justice sortante, Margarita Mariscal de Gante,. Avec 30,7 % des voix, sa liste remporte un seul des trois sièges en jeu, qui lui revient, à l'image du résultat de 1996.
Elle est ensuite confirmée dans ses fonctions au sein de la direction du groupe, quand Caldera est nommé porte-parole par le nouveau secrétaire général du PSOE, José Luis Rodríguez Zapatero, en août 2000.

### Ministre de la Présidence

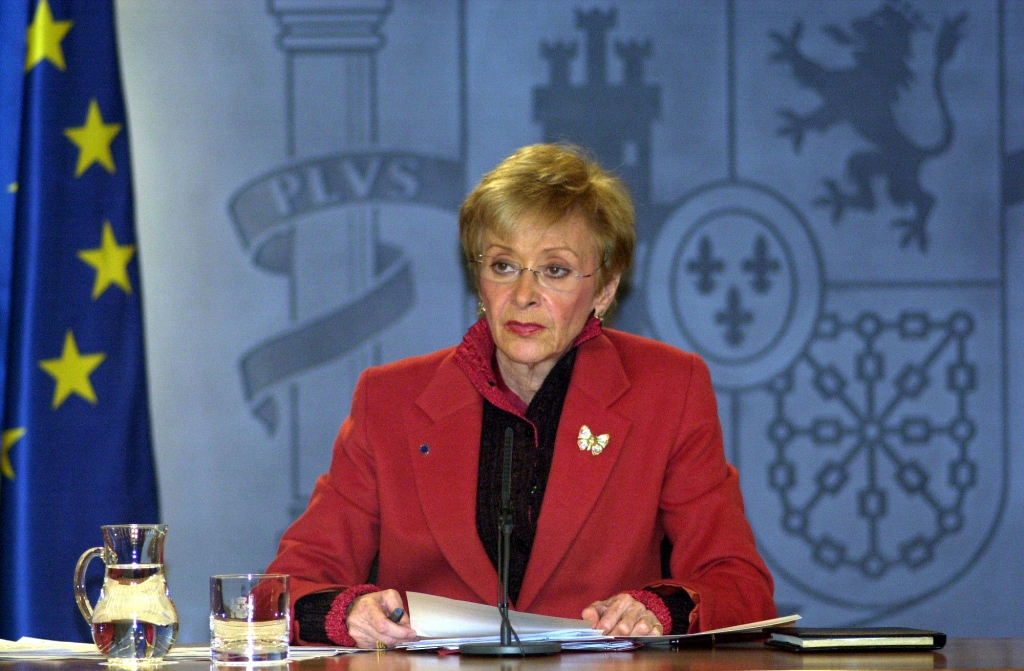
María Teresa Fernández de la Vega est ministre de la Présidence et porte-parole du gouvernement entre 2004 et 2010.

#### Premier mandat
À l'approche des élections générales du 14 mars 2004, María Teresa Fernández de la Vega est investie en quatrième position sur la liste socialiste dans la circonscription de Madrid, que conduit José Luis Rodríguez Zapatero.
À la suite de ce scrutin, qui voit le Parti socialiste remporter la majorité relative, le futur président du gouvernement révèle qu'il a l'intention de la nommer première vice-présidente du gouvernement, ministre de la Présidence et porte-parole du gouvernement, confiant à cette travailleuse infatigable dotée d'une forte capacité d'organisation, maîtrisant parfaitement les méandres de l'administration, du Parlement et de la justice, féministe et n'appartenant pas au PSOE, la tâche de coordonner l'action de l'ensemble des ministères, à l'exception de ceux relevant du domaine économique,,. Première femme à exercer ces responsabilités, elle devient à la fois le visage du gouvernement tant après le Conseil des ministres que dans les situations de crise, et le « bras droit » du chef de l'exécutif.
Elle prend ses fonctions, après avoir prêté serment devant Juan Carlos Ier et Zapatero, le 18 avril suivant, procédant le jour même à la passation de pouvoir avec son prédécesseur, Javier Arenas. Le 28 mai, elle devient la première femme dans l'histoire espagnole à présider le Conseil des ministres, en raison du voyage du président du gouvernement au Mexique.
Elle gère pour le gouvernement plusieurs dossiers particulièrement délicats. Ainsi, elle prend en main à partir de l'été 2005 le sujet de l'immigration illégale, notamment aux frontières de Ceuta et Melilla, mais aussi sur les plages de l'archipel des Canaries, tenant un discours particulièrement dur en affirmant que « tout ce qui entre illégalement en Espagne en ressort, tôt ou tard. Ceux qui arrivent doivent le savoir, les gouvernements des pays dont ils viennent, également ». En 2006, elle conclut l'accord avec l'Église catholique concernant son financement et son régime fiscal et défend devant le Congrès le projet de loi sur la mémoire historique, adopté l'année suivante sans le soutien du Parti populaire et de la Gauche républicaine de Catalogne.
En mai 2006, un sondage de l'institut Sigma Dos pour le journal El Mundo révèle qu'elle est la ministre la plus appréciée du gouvernement, devant le ministre des Finances, Pedro Solbes, et José Luis Rodríguez Zapatero ; elle est la première femme à atteindre cette place dans une enquête d'opinion. Son nom est évoqué cinq mois plus tard comme potentielle candidate du Parti socialiste à la mairie de Madrid, après que le favori du chef de l'exécutif, José Bono, a renoncé contre toute attente,, mais le président du gouvernement refuse de se séparer de sa numéro deux et choisit son principal conseiller économique, Miguel Sebastián.

#### Second mandat
À l'occasion d'une réunion des militants socialistes à Valence le 20 octobre 2007, elle annonce qu'elle occupera la première position de la liste des candidats du PSOE pour les élections générales du 9 mars 2008 dans la circonscription, ce qui déclenche un tonnerre d'applaudissements dans l'assistance. Afin de voter pour sa candidature, elle se domicilie administrativement dans le village de Beneixida, dans la Ribera Alta, où ses parents sont inhumés et où elle passait tous ses étés. En dépit des mauvais résultats du PSPV-PSOE aux élections municipales et territoriales du 27 mai 2007, sa liste obtient environ 40 % des voix et sept députés, soit autant de sièges qu'en 2004 mais environ deux points de moins, enregistrant douze points de retard sur celle du Parti populaire d'Esteban González Pons, qui la devance largement dans la ville de Valence et prend l'ascendant dans les communes de la désormais ancienne « banlieue rouge » de la capitale régionale, telles Alaquàs, Burjassot, Paterna et Torrent.
Le PSOE ayant conservé le pouvoir, elle est confirmée dans l'ensemble de ses responsabilités. Avec tous ses collègues, elle prête serment devant le souverain et le président du gouvernement reconduit le 14 avril 2008. Selon une enquête publiée six semaines plus tard par le Centre de recherches sociologiques (CIS), elle est toujours la ministre la plus appréciée, juste devant sa nouvelle collègue ministre de la Défense, Carme Chacón.
À l'occasion du remaniement du 7 avril 2009, elle demande et obtient les compétences sur la fonction publique, qui relevaient jusqu'ici du ministère des Administrations publiques,. À la même période, son soutien résolu à la reconduction du directeur du Centre national du renseignement (CNI), Alberto Saiz, crée des tensions avec Carme Chacón, autorité de tutelle du CNI, qui s'y oppose. Saiz démissionne à peine trois mois et demi plus tard, en raison de ses désaccords avec le ministère de la Défense sur la gestion des services secrets.
Ce second mandat est cependant marqué par une perte de son influence au sein de l'exécutif. La détérioration de la situation économique assombrit ses conférences de presse postérieures au Conseil des ministres, là où celles de son premier mandat étaient marquées par la présentation de projets de loi importants dans le domaine social. En net recul dans les sondages de popularité, elle est de facto remplacée comme porte-parole par les ministres et poids lourds socialistes, Alfredo Pérez Rubalcaba et José Blanco. Ce passage au second plan fait naître, en 2010, des rumeurs quant à sa possible sortie du gouvernement, à tel point que son interlocutrice principale lors des questions d'actualité au gouvernement, la porte-parole du groupe populaire, Soraya Sáenz de Santamaría, sous-entend qu'elle ferait mieux d'interpeller la vice-présidente Elena Salgado, qui semble plus peser politiquement au sein de l'exécutif.
Le 15 septembre 2009, elle est admise en urgence dans un hôpital madrilène pour être opérée d'une occlusion intestinale causée par un tissu cicatriciel, conséquence d'une infection par un anisakis des années auparavant, cette intervention la forçant à être absente de la séance de questions au gouvernement au Congrès des députés. Elle quitte l'hôpital pour achever sa convalescence à son domicile six jours plus tard.
À la suite de l'abordage du chalutier Alakrana par des pirates somaliens, elle pilote la coordination interministérielle entre octobre et novembre 2009, devant publiquement réfuter le 13 novembre 2009 des désaccords avec Carme Chacón quant aux conséquences sur les otages du transfert en Espagne de deux des pirates, arrêtés par la Marine, en affirmant qu'elle assume « toute la responsabilité politique » dans la gestion de la crise.

### Départ du gouvernement

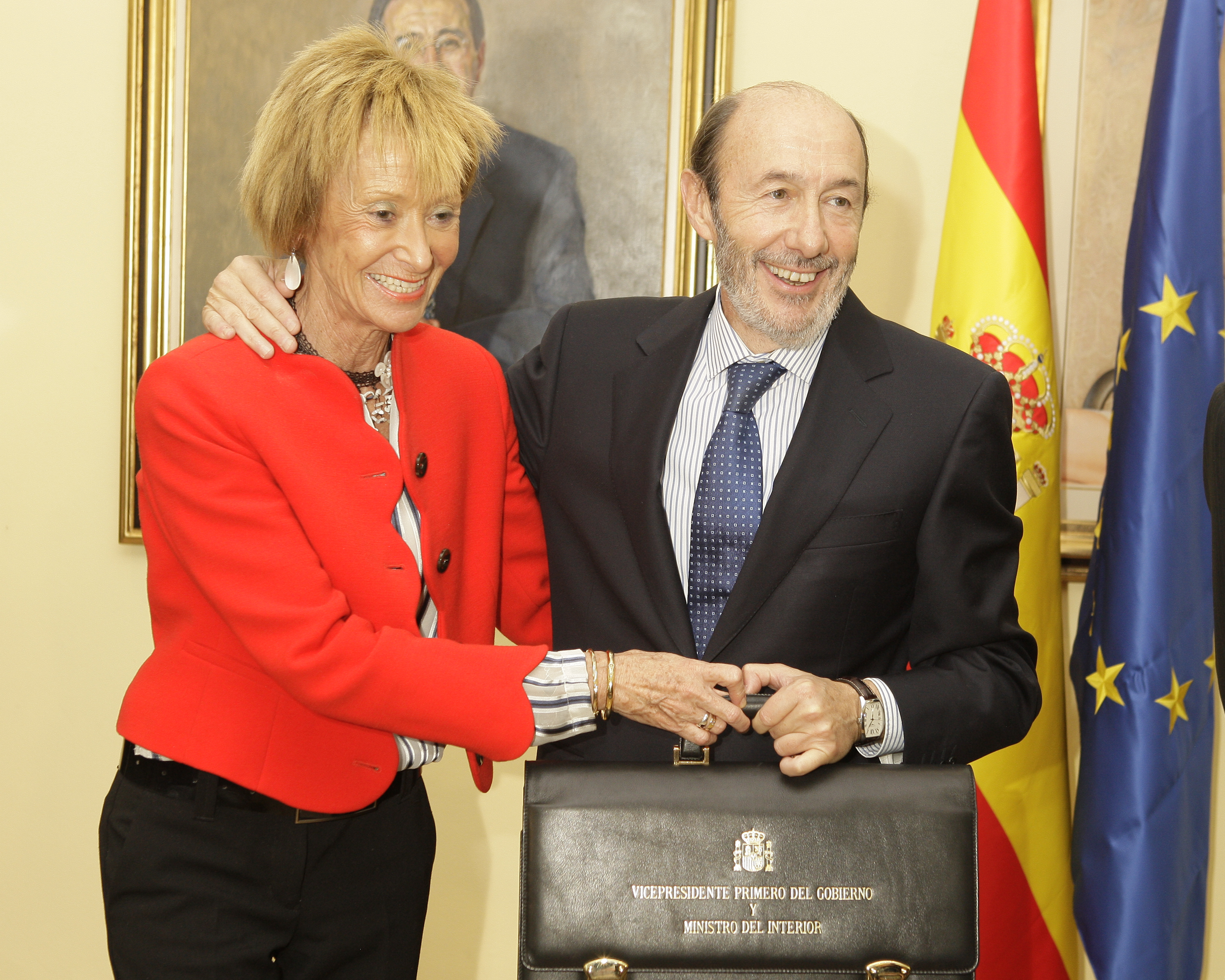
Alfredo Pérez Rubalcaba remplace María Teresa Fernández de la Vega dans ses fonctions en 2010.

José Luis Rodríguez Zapatero annonce le 20 octobre 2010 un important remaniement ministériel, au cours duquel il relève María Teresa Fernández de la Vega de l'ensemble de ses responsabilités, confiant la vice-présidence et le porte-parolat au ministre de l'Intérieur, Alfredo Pérez Rubalcaba, et le ministère de la Présidence à Ramón Jáuregui. Il déclare à cette occasion que « [ses] remerciements envers de la Vega ne peuvent uniquement s'exprimer avec des mots, pour son courage et son dévouement à défendre l'égalité », considérant qu'elle laissera « une trace indélébile dans l'histoire de l'Espagne ». Elle cède formellement ses fonctions le lendemain, expliquant que « cela a été un honneur et un privilège de partager [avec Zapatero] ces années intenses, ce projet engagé, progressiste, qui en valait la peine jusque dans les moments les plus difficiles ». Rendue publique un an plus tard en vertu de la loi sur la prévention des conflits d'intérêts, sa dernière déclaration de patrimoine révèle qu'elle était la plus riche parmi ses collègues ministres lors de ses derniers mois au gouvernement : la valeur de l'ensemble de ses biens s'élèvait à 744 000 €, dont 323 000 € de patrimoine immobilier.
Ainsi qu'il l'avait fait savoir lors de l'annonce du remaniement, le président du gouvernement la nomme conseillère permanente au Conseil d'État lors du Conseil des ministres du 29 octobre suivant, lui confiant la présidence de la septième section, qui réalise les rapports relatifs à l'éducation, à la culture, à la santé et à la politique sociale. Trois jours auparavant, elle avait fait ses adieux aux parlementaires socialistes aux Cortes Generales à l'occasion de leur traditionnelle réunion hebdomadaire, disant renoncer « non sans peine » à son mandat « mais pas au projet qui nous rassemble, aux idées qui le soutiennent et aux valeurs et principes qui le guident ». Son mandat revient le 28 octobre à l'ancienne députée Margarita Pin, qui figurait en neuvième position sur la liste du PSOE dans la province de Valence. Elle est assermentée conseillère d'État le 4 novembre lors d'une cérémonie présidée par Alfredo Pérez Rubalcaba, à laquelle assistent notamment les présidents du Tribunal constitutionnel et du Tribunal suprême, revendiquant « le refus instinctif de l'injustice et le désir permanent de défendre la cause de ceux qui en souffrent ».
Le 28 janvier 2012, à quelques jours du 38e congrès du PSOE, parti dont elle n'est pas membre, elle apporte publiquement son soutien à Carme Chacón dans sa candidature — malheureuse — au secrétariat général, en participant à un événement public de la candidate au Círculo de Bellas Artes de Madrid.

## Présidente du Conseil d'État

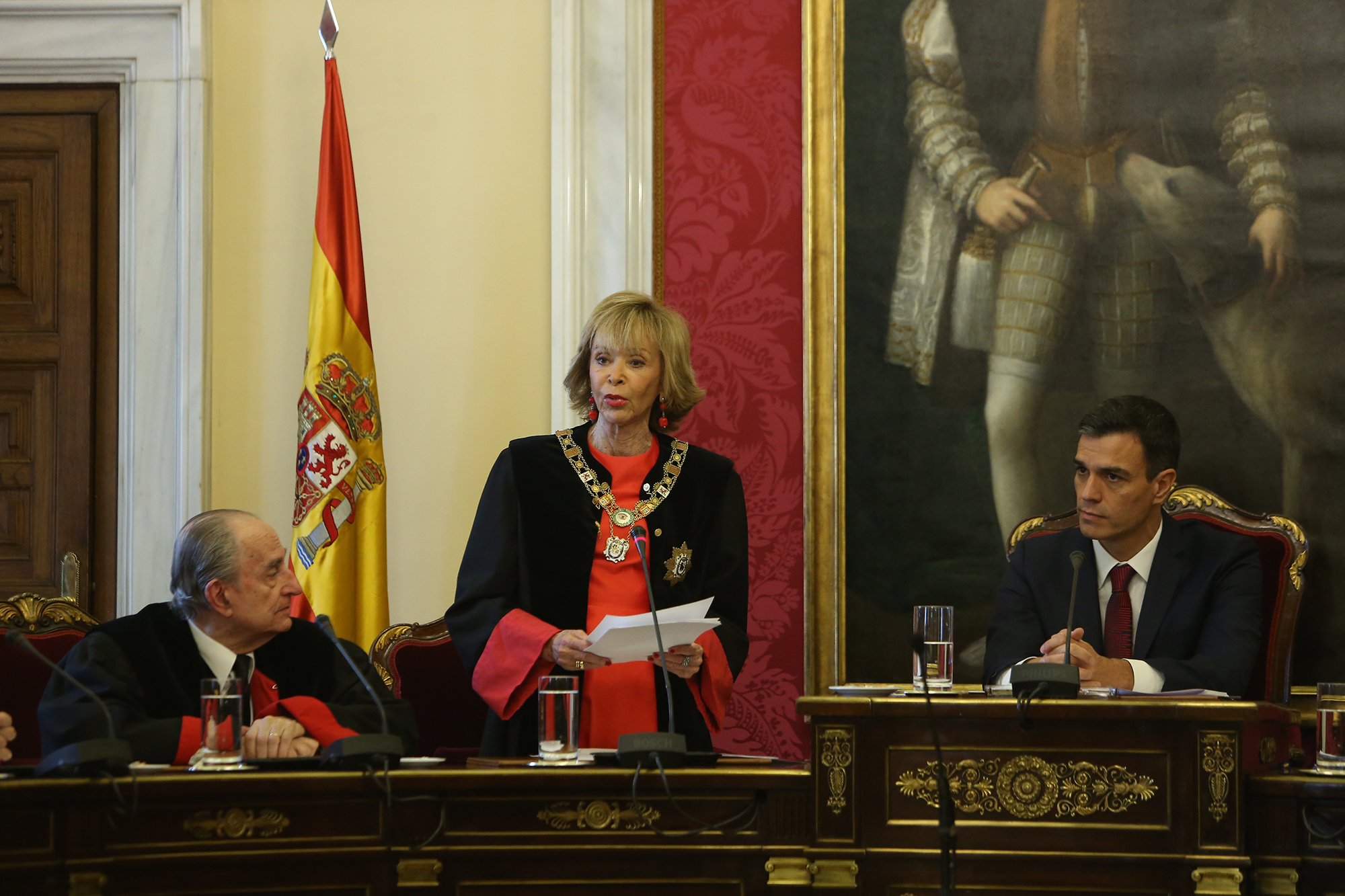
María Teresa Fernández de la Vega préside le Conseil d'État entre 2018 et 2022.

Le 19 juin 2018, le nouveau président du gouvernement, le socialiste Pedro Sánchez, annonce son intention de proposer María Teresa Fernández de la Vega comme nouvelle présidente du Conseil d'État, en remplacement de José Manuel Romay, en poste depuis 2012. Auditionnée le 28 juin suivant par la commission constitutionnelle du Congrès, qui doit juger de son aptitude à exercer cette fonction, elle reçoit un soutien unanime des groupes parlementaires, le groupe populaire faisant part de ses doutes quant à sa capacité à diverger du gouvernement, étant donné son passé politique.
Elle prête serment le 5 juillet et prononce un discours dans lequel elle insiste sur l'égalité entre les femmes et les hommes et l'impartialité de l'institution. Trois mois plus tard, le gouvernement la remplace comme conseillère permanente et présidente de la septième section par Victoria Camps, professeur des universités de l'université de Barcelone et philosophe.
Elle annonce le 13 octobre 2022 son intention de démissionner dans les jours à venir, concomitamment à la démission de Victoria Camps. Le 18 octobre, le Conseil des ministres la nomme de nouveau conseillère permanente et présidente de la septième section. La présidence revient à titre transitoire au président de la première section, Miguel Herrero, en attendant la nomination en Conseil des ministres annoncée de l'ancienne ministre du Travail, Magdalena Valerio, qui se produit le 31 octobre.